# Мандинго (горы)
Манди́нго (от названия исторической области Манден, или Манин, — между современными городами Сигири в Гвинее, Кита и Сиби в Мали) — горная область в Мали. Тянется между западной границей страны с Гвинеей в 50 км к западу от Бамако, столицы Мали. Данные о максимальной высоте разнятся от 457 метров над уровнем моря до 1155. Кангаба, духовная родина людей Мандинка, расположена у подножия гор. Вблизи протекает река Нигер и расположено водохранилище Селинге.